# 아창어
아창어(Achang, 중국어: 阿昌語)는 중국 윈난성과 미얀마 북부에 걸쳐 사는 아창족의 언어이다. 티베트버마어파 로로버마어군에 속하며, 미얀마어와 비교적 가까운 관계에 있다고 여겨진다.

## 분포
더훙 자치주 룽촨현의 후싸(户撒), 더훙 자치주 량허현의 저다오(遮岛), 샹쑹(襄宋), 다창(大厂), 더훙 자치주 망시의 장둥(江东), 바오산시 룽링현에 분포한다.
방언은 크게 룽촨, 량허, 망시 방언으로 나뉜다. 추가로 더훙 자치주 잉장현에서 사용되는 셴다오(仙岛) 방언(화자 100명)은 간혹 별개 언어로 여겨지기도 한다.